# Polybothris grandidieri
Polybothris grandidieri es una especie de escarabajo del género Polybothris, familia Buprestidae. Fue descrita científicamente por Théry en 1905.

## Distribución geográfica
Habita en la región afrotropical.